# Bad Neustadt an der Saale

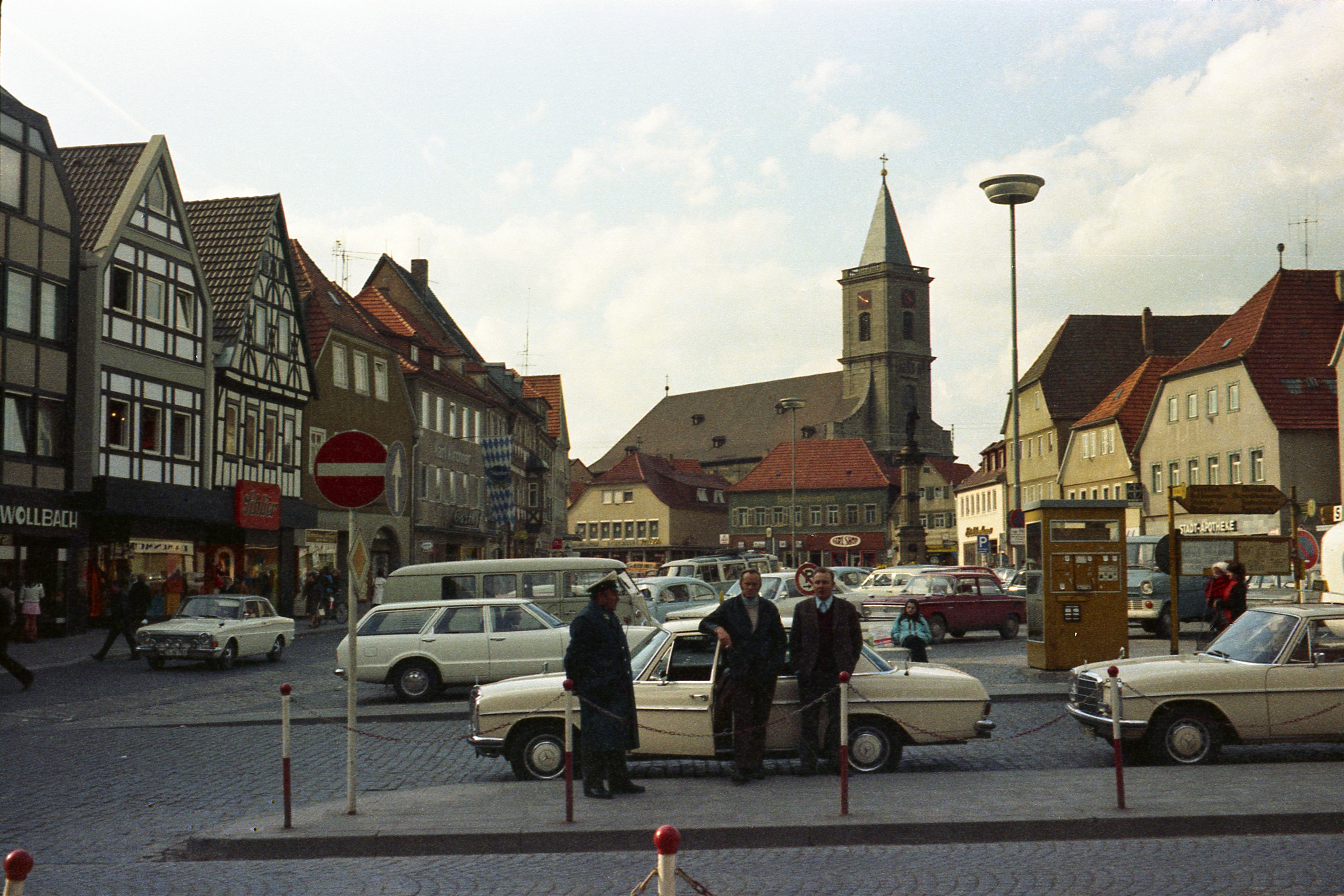
Bad Neustadt an der Saale
(centrul)

Bad Neustadt an der Saale este un oraș din Franconia Inferioară, landul Bavaria, Germania.